# Берлинский мирный договор (1921)
Берлинский мирный договор 1921 года — мирный договор между США и Германией. Он был подписан в Берлине 25 августа 1921 года после окончания Первой мировой войны. Основной причиной заключения этого договора стало несогласие Сената США на ратификацию многостороннего мирного договора, подписанного в Версале, что привело к заключению отдельного мирного договора. 11 ноября 1921 года в Берлине состоялся обмен ратификационными грамотами, и договор вступил в силу в тот же день. Договор был зарегистрирован в Серии договоров Лиги Наций 12 августа 1922 года.

## Предыстория
Во время Первой мировой войны Германская империя потерпела поражение от союзных держав, одной из которых были Соединённые Штаты Америки. Правительство США объявило войну Германии 6 апреля 1917 года. В конце войны в ноябре 1918 года германская монархия была свергнута, и Германия была провозглашена республикой.
В 1919 году победившие союзные державы провели мирную конференцию в Париже, чтобы сформулировать мирные договоры с побеждёнными Центральными державами. На конференции был заключен мирный договор с германским правительством. Правительство США было в числе подписавших этот договор, однако Сенат США отказался дать согласие на ратификацию договора в значительной степени из-за возражений против участия США в Лиге Наций.
В результате правительства двух стран начали переговоры о заключении двустороннего мирного договора, не связанного с Лигой Наций. 2 июля 1921 года президент США Уоррен Гардинг подписал резолюцию Нокса–Портера, которая была принята Конгрессом США и положила конец состоянию войны между США и Германией, Австрией и Венгрией, что ещё больше подготовило почву для двусторонних мирных договоров. Договор между США и Германией, официально озаглавленный «Договор между Соединёнными Штатами Америки и Германией о восстановлении дружественных отношений», был подписан в Берлине 25 августа 1921 года. Сенат США рекомендовал ратифицировать договор 18 октября 1921 года, а 21 октября 1921 года договор был ратифицирован президентом Гардингом. Договор был ратифицирован Германией 2 ноября 1921 года, а 11 ноября 1921 года в Берлине состоялся обмен ратификационными грамотами.

## Условия
Статья 1 обязывала правительство Германии предоставить правительству США все права и привилегии, которыми пользовались другие союзники, ратифицировавшие мирный договор, подписанный в Париже.
Статья 2 конкретизировала статьи Версальского договора, которые применялись к США.
Статья 3 предусматривала обмен ратификационными грамотами в Берлине.

## Последствия
Договор заложил основы американо-германского сотрудничества, которое не находилось под строгим контролем Лиги Наций. В результате правительство США встало на путь частичной помощи правительству Веймарской республики в облегчении бремени военных репараций, налагаемых Версальским договором. После заключения мирного договора дипломатические отношения между двумя правительствами были восстановлены, и 10 декабря 1921 года новый временный поверенный в делах США Эллис Лоринг Дрезел вручил свою верительную грамоту в Берлине.
Документ был дополнен договором, подписанным в Берлине 10 августа 1922 года, который предусматривал создание американо-германской комиссии для определения размера репараций, подлежащих выплате германским правительством США.
В ознаменование подписания как этого договора, так и Американо-австрийского мирного договора «моргановский доллар» (чеканка которого возобновилась ранее в этом году после 17-летнего перерыва из-за нехватки серебряных слитков) был отменён в пользу нового дизайна «мирного доллара» (в декабре 1921 года было выпущено чуть более миллиона монет, «моргановских долларов» — более чем 86 миллионов ранее в том же году), которые продолжали чеканиться до 1928 года с возобновлением в 1934 и 1935 годах.